# Muniesa (Teruel)
Muniesa ist eine spanische Gemeinde in der Provinz Teruel, die zur Autonomen Region Aragonien gehört. Sie ist Teil der Comarca (Kreis) Cuencas Mineras. 2024 hatte die Gemeinde 572 Einwohner. 

## Lage
Muniesa liegt circa 67 Kilometer nordnordöstlich der Provinzhauptstadt Teruel in einer Höhe von ca. 780 m. 

## Bevölkerungsentwicklung
| Jahr      | 1970 | 1981 | 1991 | 2001 | 2011 | 2021 |
| Einwohner | 1331 | 1009 | 808  | 684  | 651  | 573  |

## Sehenswürdigkeiten
- Kirche Mariä Himmelfahrt (Iglesia de Nuestra Señora de la Asunción)
- Marienkapelle
- Barbarakapelle
- Rathaus
- Bibliothek (Ehemalige Ständeversammlung Aragóns)

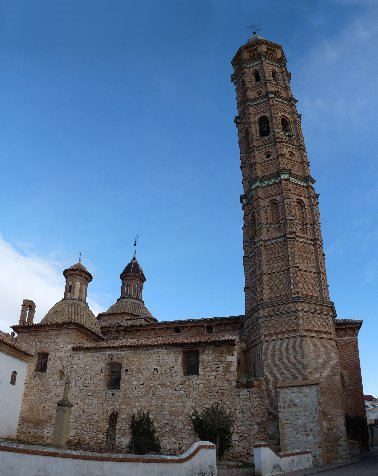
Kirche Mariä Himmelfahrt
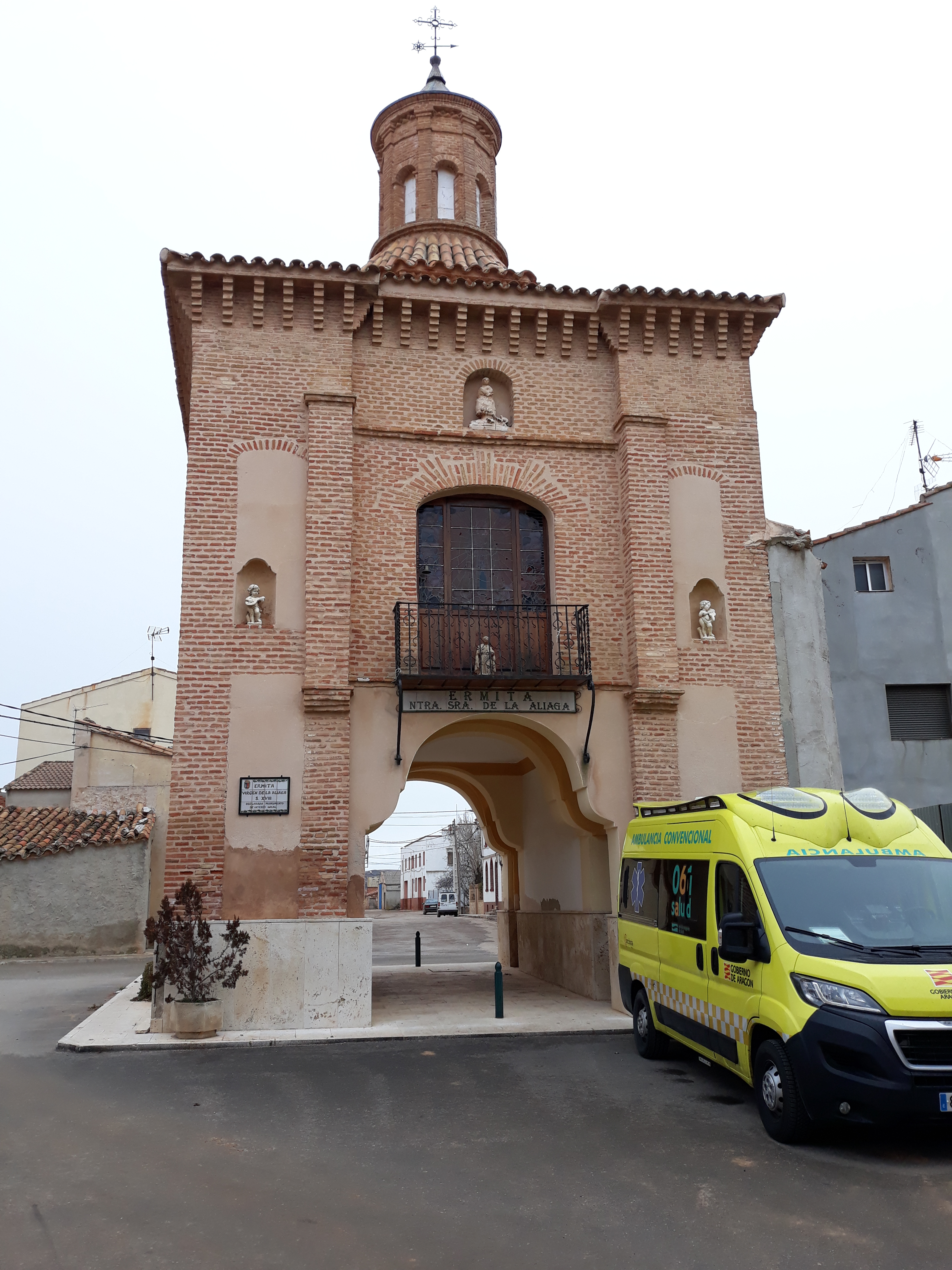
Marienkapelle
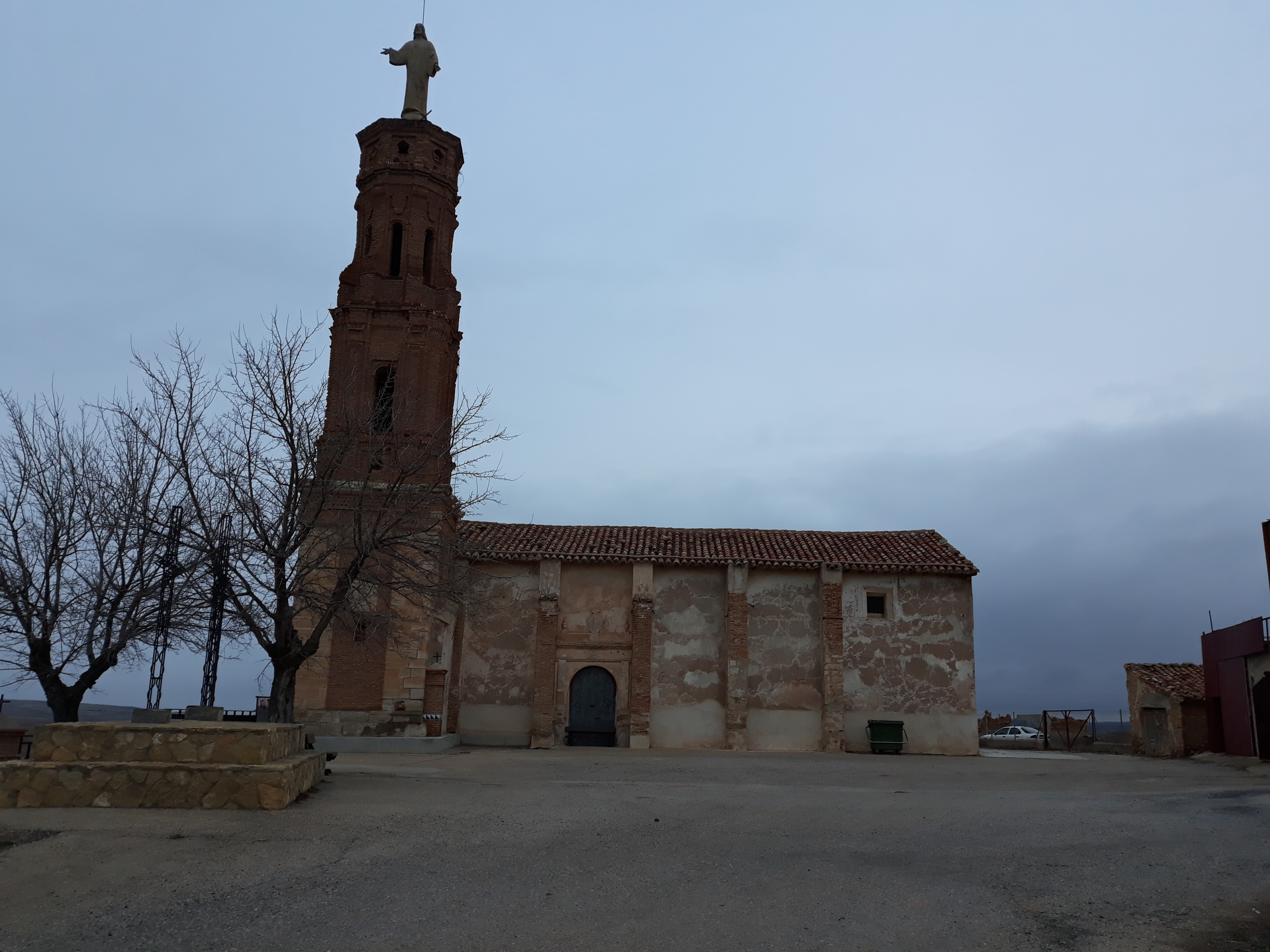
Barbarakapelle
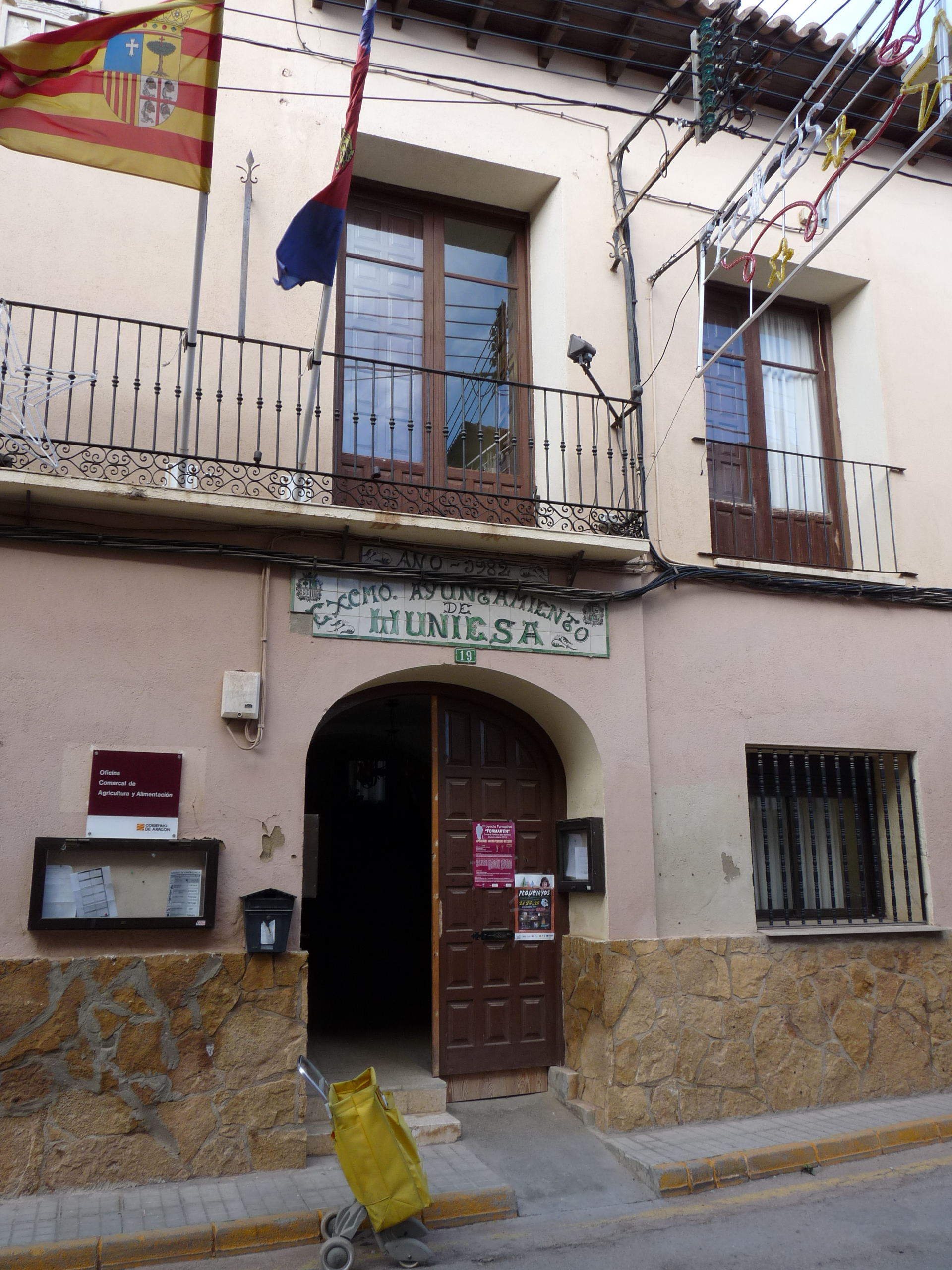
Rathaus
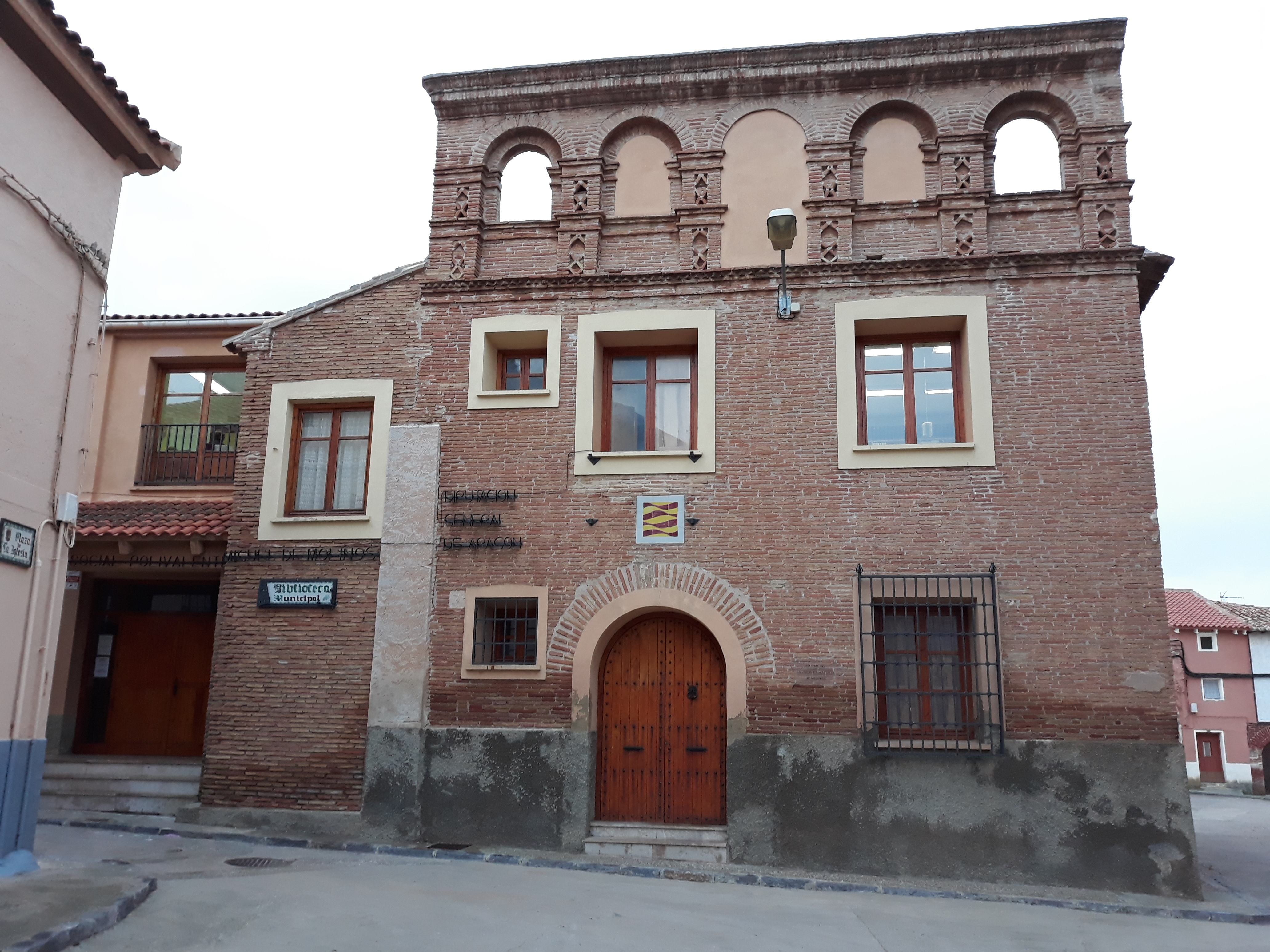
Bibliothek